# بين هوبكينز
بين هوبكينز (بالإنجليزية: Ben Hopkins)‏ هو كاتب سيناريو ومخرج بريطاني، ولد في 1969 في هونغ كونغ في الصين.

## وصلات خارجية
- بين هوبكينز على موقع IMDb (الإنجليزية)
- بين هوبكينز على موقع ألو سيني (الفرنسية)
- بين هوبكينز على موقع أول موفي (الإنجليزية)
- بين هوبكينز على موقع قاعدة بيانات الفيلم (الإنجليزية)
- بين هوبكينز على موقع كينوبويسك (الروسية)